# Пустовалов Олександр Іванович
Олександр Іванович Пустовалов (нар. 6 лютого 1937, Ленінград) — український військовий хоровий диригент, народний артист УРСР з 1976, майор.
Закінчив Ленінградську консерваторію 1959. З 1962 у військових ансамблях пісні і танцю. З 1974 — начальник, художній керівник Ансамблю пісні і танцю Київського військового округу.

## Дискографія
- Героям восьмой воздушной. (Вініл, LP, Альбом) Мелодия С62-08889-90 (1977)[2]
- Ансамбль Песни И Пляски Краснознаменного Киевского Военного Округа — Песня О Солдате. (Вініл, LP, Альбом) Мелодия С60-09823-4 (1977)[3]
- В памяти нашей. (Вініл, LP, Альбом) Мелодия С60—13369-70 (1980)[4]